# Diembéring
Diembering (o Diembereng o Djembering) es una ciudad de Senegal, de la comunidad rural de Diembering, situada en el arrondissement de Kabrousse y el departamento de Oussouye, una subdivisión de la región de Ziguinchor en la región histórica de Casamance, al Sur del país.
Está situada en el entorno de 10 km al norte de Cap Skirring y a 60 km de Ziguinchor.

## Historia
En principio, Diembering era una ciudad de pescadores, y lo es en gran medida, pero el turismo ha abierto otras perspectivas a la ciudad.

## Administración
Es el jefe de la comunidad rural de Diembering, en el arrondissement de Kabrousse, una subdivisión del departamento de Oussouye.
La ciudad está dotada de un CEM (Collège d'enseignement moyen).

## Geografía

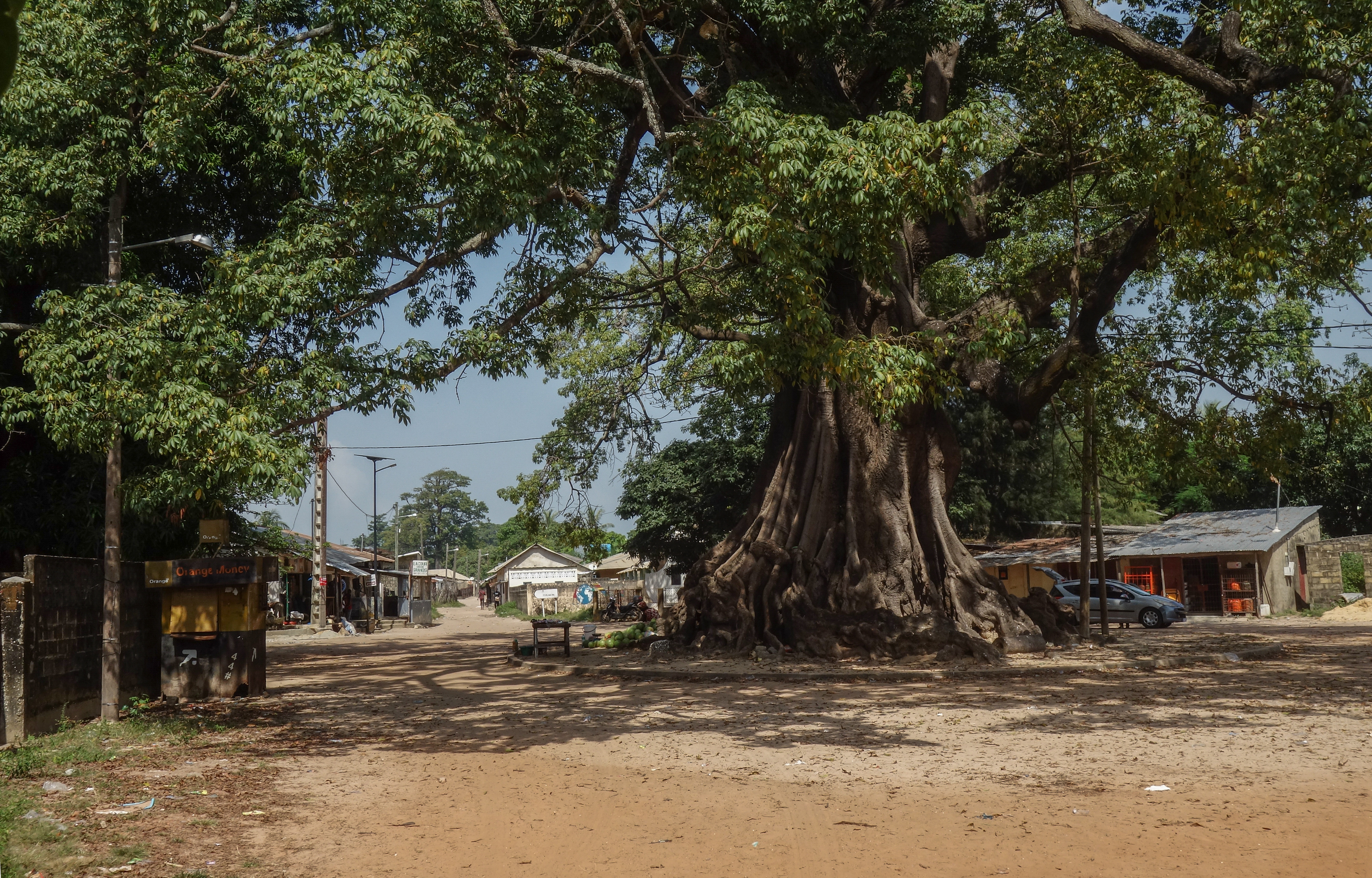
La entrada a Diembéring

Las localidades más próximas son Koudioundou, Nyikine, Bouyouye, Kachiouane, Boucotte Ouolof y Mossor. 

### Física geológica
Diembéring está constituido sobre las dunas.

### Población
Es una de las ciudades donde se habla kwatay, un dialecto de la lengua diola.

### Actividades económicas
Las playas de esta ciudad son preciosas y turísticas.
Cuenta con una mezquita y una iglesia, en la que se celebra cada domingo una misa cantada en lengua diola.
La maternidad está dirigida por religiosas españolas.

## Personalidades de Diembering
Diembéring es también el título de un álbum y de una canción de Metzo Djatah (1999):« Connais-tu mon beau village, qui s’étend au bord de l’eau, Avec son beau feuillage de fromagers géants... » 